# Лоїк Феджу
Лоїк Феджу (фр. Loïc Feudjou, нар. 14 квітня 1992, Яунде) — камерунський футболіст, воротар клубу «Котон Спорт» та  національної збірної Камеруну.

## Клубна кар'єра
У дорослому футболі дебютував 2010 року виступами за команду камерунського клубу «Ботафого», в якій провів один сезон. До складу одного з провідних камерунських клубів, «Котон Спорта», перейшов 2011 року і швидко став основним голкіпером його команди.

## Виступи за збірні
2011 року залучався до складу молодіжної збірної Камеруну. На молодіжному рівні зіграв у 6 офіційних матчах.
29 травня 2014 року дебютував в офіційних матчах у складі національної збірної Камеруну, вийшовши на поле у товариській зустричі зі збірною Парагваю. Трьома днями пізніше, 2 червня 2014 року, був включений до заявки команди для участі у фінальній частині чемпіонату світу 2014 у Бразилії.